# Totonac
Totonac (Totonaco).- /Dolazi od domorodačkog tutu (tri) i naku (srce). Prema Isabel Kelly i Angel Palerm, ovaj naziv odnosi se na tri njihova glavna centra Papntla, Xalapa i cempoala. / Indijanski narod porodice Totonacan, nastanjen u meksičkoj državi Veracruz. Totonaci su bili prvi domoroci na koje je 1519. Cortés naišao prilikom pristajanja uz meksičku obalu. Prema totonačkoj tradiciji oni su u ovaj kraj stigli odnekuda sa sjeverozapada, prije nekih 800 godina, i osnovali samostalnu državu, koja se kao takva održala do nekih 25 godina, prije dolaska Španjolaca. Glavni grad države Totonaca bila je Cempoala. U vrijeme dolaska Španjolaca totonačkom zemljom vladao je Chicomacatt (Xicomecoatl), koji ih lijepo dočeka, nadajući se savezništvu protiv Asteka, kojima su bili dužni plaćati danak u raznim stvarima, i mladićima i djevojkama za žrtvovanja u krvavim ritualima. -Totonacapán, kako se naziva, zemlja Totonaca, imala jer u vrijeme Cortésovog dolaska 30 gradova, prema podacima koje je poglavica dao Cortésu, i mnogla je podići oko 100,000 ratnika, što Williamu H. prescottu, čini pretjeranim. Oko dvadeset totonačkih gradova odmetnulo se od Montezume i pomoglo Španjolcima u osvajanju astečke zemlje. Prema popisu iz 1990. godine u državama Veracruz i Puebla bilo je 207,876 Totonaka starijih od 5 godina koji su govorili totonačkim jezikom, od toga 111,305 u Veracruzu, 86,788 u puebli, a i 3,056 u gradu Meksiko.

## Jezik i lokalne grupe
- 1.tetikilhati, dijalekt kojim govore Tetikilhatis, u visokim planinama, Veracruz;
- 2.chakahuaxti, od skupine Chakahuaxtis (Chacahuaxtis), u gradovima Xalpan i Pantepec, Veracruz.;
- 3.tatimolo, skupina Tatimolos, u gradu Naolingo, Veracruz;
- 4.ipapana, skupina Ipapanas, Veracruz.

## Gradovi Totonaka
Veracruz: Distrikt Jalapa :
Naolingo,
San Jose Miautlan, 
San Juan Miautlan, 
San Pedro Chiconquiaco, 
San Andrés Acatlan, 
San Andrés Tepetlan, 
Aguasuelos,
San Pedro Tonayan, 
San Juan Cuapultepec, 
Santiago Chacuasintla, 
San Jose Pastepec, 
San Pablo Coapan, 
San Marcos Atesquilapan, 
Tlacolulan,
Tatatila,
Jilotepec,
Chiltoyac,
Actopan,
Misantla,
Colipa,
Yecuatla,
Nautla.
Distrikt Jalacingo:
Papantla,
Tecolutla,
Coazintla,
Santo Domingo,
Mecatlan,
Coyutla,
Zozococo,
Coxquihui,
Chumatlan,
Chicoaloqui,
Coahuitlan,
Tuzamapan.
Puebla
Acalapa, 
Acuautla, 
Ahila, 
Ahuacatlan, 
Ahuacatlan, 
Ahuaxtepec, 
Alcececa, 
Amixtlan, 
Apapantila, 
Aquixtlan, 
Atla, 
Atlalpan, 
Atlantongo, 
Atlequizayan, 
Ayohuixcuautla, 
Cacahuatlan, 
Camocuautla, 
Caxhuac, 
Chachahuautla, 
Chicauaxtla, 
Chichicasapa, 
Chiconcuautla, 
Chicontla, 
Chicpalmatlan,
Chila,         
Cictlala,   
Copila, 
Coyay, 
Cuacuila, 
Cuacuila, 
Cuahueyatla, 
Cuatlita, 
Cuaunepixca, 
Cuausontipac, 
Cuautechalotla, 
Cuautepetl, 
Cuautotola, 
Cuauxotitla, 
Cuaxinca, 
Cuaxinola, 
Cuaxtla, 
Ecatlan, 
El Pozo, 
Huahuaxtla, 
Huehuetlan, 
Hueyatla, 
Hueytlalpan, 
Huilacapixtla, 
Huisila, 
Huistla, 
Itzatlan, 
Ixotitla, 
Ixtepec, 
Ixtiquila, 
Ixtololoya, 
La Concepción, 
La Magdalena, 
Los Reyes, 
Matlaluca, 
Mazacuatlan, 
Mecapalapa, 
Mextla, 
Michigca, 
Nanacatlan, 
Naupan, 
Nauzontlan, 
Necaxá, 
Nopala, 
Ocelonacastla, 
Ocomantla, 
Olintla, 
Osomatlan, 
Pantepec, 
Pápalo, 
Papatlatla, 
Papayula, 
Patla, 
Patlacotla, 
Patoltecoya, 
San Andrés, 
San Andrés, 
San Baltasar, 
San Bernardino, 
San Francisco, 
San Gerónimo, 
San Gerónimo, 
San Marcos, 
San Mateo, 
San Pablo, 
San Pedro, 
San Simón, 
Santa Bárbara, 
Santa Catarina, 
Santa Cruz Xocoyolo, 
Santo Tomás, 
Songosotla, 
Tecpatlan, 
Telolotlan, 
Tenango, 
Tenanpulco, 
Tenexco, 
Tenextitla, 
Tenohuatlan, 
(San Antonio) Tepango, 
Tepaxtlan, 
Tepetzintla, 
Tetelilla, 
Tlacuilotepec, 
Tlalhuapan, 
Tlaltenango,  
Tlaltepango, 
Tlaolan, 
Tlapacoya, 
Tlapanalá, 
Tlaspanaloya, 
Tlatlapanca, 
Tlaxco, 
Tlaxco, 
Tlaxipehuala, 
Tonalixco, 
Totolapa, 
Tuxpango, 
Tuxtla, 
Tuzamapa, 
Tzinacapa, 
Xalpantepec, 
Xaltepec,
Xaltepuxtla, 
Xilocuautla, 
Xochinanacatlan,  
Xochitlan, 
Xolotla, 
Xonatla, 
Xopala, 
Yanhuitlalpa, 
Yetla, 
Zapotitlan, 
Zehuateutla, 
Zempoala, 
Zoliutla, 
Zoquiapa.

## Kultura
Kultura Totonaka nalik je ostalim srednjoameričkim kulturama, a njihova oralna tradicija govori da su pomagali u gradnji starog grada Teotihuacána, 42 kilometra sjeveroistočno od grada Meksika, arheoloških dokaza za ovo nema. Totonačka legenda ide ipak dalje, pa kaže kako su propadanjem Teotihuacána počeli migrirati u zemlju Totonacapán. Tu su Totonaci utemeljili svoje gradove i svetilišni kompleks u El Tajínu, u obalnom Veracruzu. Ratovi s Astecima oslabili su zemlju Totonaka, pa su došli pod njihovu vlast.
Totonaci naseljavaju dva različita geografska podneblja, to su vruće, često vlažne obalne nizine i hladna, kišna mesa. Obje grupe Totonaka su agrikulturne i obje uzgajaju kukuruz, a kod nizinskih se danas javlja i pčelarstvo i držanje peradi i svinja. Kod planinske skupine nalazimo držanje peradi i nešto stoke. Totonaci imaju sistem ritualnog srodstva, institucija slična compadrazgu, ili instituciji kumstva, uobičajenoj u Srednjoj Americi, s time što je kod Totonaka prvenstveno uobičajena između odraslih osoba, a ne između odraslog i djeteta.
religija je rimokatolička koju su ukombinirali u svoja stara plemenska vjerovanja.

## Voladores
Glavni simbol totonačke kulture je ples Voladores, u kojemu plesač simbolizira silazak ptice s neba (vidi  Arhivirana inačica izvorne stranice od 28. siječnja 2015. (Wayback Machine)). danas ih imitiraju mnogi drugi Indijanci, a postoje i profesionalne trupe koje obilaze meksičke gradove, pa i šire, i izvode ples voladores. 

## Vanjske poveznice
- Totonacos de Papantla, Veracruz